# Мегацистис (плода)
Мегацистис (син. мегалоцистис) у плода — аномально большой или растянутый мочевой пузырь, обнаруживаемый при ультразвуковом обследовании. Примерно в половине случаев сопровождается маловодием у беременной. В большинстве случаев (57 %) является следствием врождённого клапана задней уретры. Мегацистис заканчивается смертью плода более, чем в половине случаев.

## Этиология
Причинами необструктивного мегацистиса у плода могут быть следующие нарушения:
- редкий (4% случаев)[2] смертельный синдром сливового живота[англ.][3][4], поражающий в основном мальчиков;
- очень редкий (1% случаев)[2] аутосомно-рецессивный синдром Бердона[англ.][3][5], поражающий преимущественно девочек;
- трисомия хромосомы, обычно 13-й или 18-й[3][6], бывает и 21-й хромосомы[2];
- пузырно-мочеточниковый рефлюкс[3];
- изначально широкий мочеиспускательный канал[3];
- нейрогенный мегацистис[3].

Обструктивный характер мегацистиса может быть вызван другими нарушениями:
- врождённый клапан задней уретры[3];
- атрезия мочеиспускательного канала[3];
- сужение мочеиспускательного канала[3].

Внутриутробный мегацистис с хромосомными нарушениями встречается редко, однако на 10—14 неделе беременности при продольной длине мочевого пузыря величиной в 7—15 мм есть риск хромосомных нарушений с вероятностью примерно в 25 %, а при длине более 15 мм — примерно в 10 %. При мегацистисе с длиной более 15 мм в качестве основной причины обычно выступает прогрессирующая обструктивная уропатия. При этом бывают случаи мегацистиса, причины которых остаются неизвестны.

## Диагностика
Диагностика проводится посредством УЗИ во время пренатальных скринингов. В первом триместре мегацистис определяется продольной длиной мочевого пузыря не менее 7 мм. В последующих периодах определяется как 12 мм плюс количество недель беременности. Косвенным признаком может служить маловодие.

## Лечение
Внутриутробный обструктивный мегацистис при отсутствии осложнений поддаётся лечению на этапе беременности такими методами как:
- создание везико-амниотического шунта для отвода мочи в околоплодные воды[3];
- установка стента в мочеиспускательном канале при врождённом уретарном стенозе[3];
- везикостомия — создание стомы мочевого пузыря для отвода мочи[7];
- удаление клапана задней уретры[3].

В настоящее время считается, что установка везико-амниотического шунта не приводит к удовлетворительным результатам из-за ряда возникающих проблем. Если причиной мегацистиса является клапан задней уретры, то его удаление внутриутробно может приводить к преждевременным родам и к потере плода. Везикостомия выполняется на 20—24 неделе беременности и обеспечивает достаточный отток мочи для предотвращения дальнейшего расширения мочевыделительной системы, однако в ходе операции также есть риск потери плода.
Сразу после рождения может устанавливаться катетер для оттока мочи, чтобы снизить риски долгосрочных проблем с мочеиспускательной системой. Далее лечение проводят в зависимости от причины мегацистиса. В случае заднего уретарного клапана у мальчиков его удаляют.